# رانكين
رانكين (بالإنجليزية: Rankin)‏ هي مدينة أمريكية تقع في ولاية تكساس.تبلغ مساحة هذه المدينة 2.8 (كم²)،ويبلغ عدد سكانها 800 نسمة حسب إحصاء سنة 2010 م. تشير إحصاءات سنة 2000م بأن الكثافة السكانية في هذه المدينة تقدر بـ(290.3) نسمة/كم2.

## التركيبة السكانية
حدّد مكتب تعداد الولايات المتحدة بيانات التركيبة السكانية لرانكين في تعداد الولايات المتحدة. في ما يلي، التركيبة السكانية حسب تعدادي 2000 و2010.

### تعداد عام 2000
بلغ عدد سكان رانكين 800 نسمة بحسب تعداد عام 2000، وبلغ عدد الأسر 308 أسرة وعدد العائلات 231 عائلة مقيمة في المدينة. في حين سجلت الكثافة السكانية 293 نسمة لكل كيلومتر مربع (758.9/ميل2). وبلغ عدد الوحدات السكنية 374 وحدة بمتوسط كثافة قدره 137 لكل كيلومتر مربع (354.8/ميل2).
وتوزع التركيب العرقي للمدينة بنسبة 84% من البيض و2.50% من الأمريكيين الأفارقة و0.50% من الأمريكيين الأصليين و12% من الأعراق الأخرى و1% من عرقين مختلطين أو أكثر و26.88% من الهسبانيون أو اللاتينيون من أي عرق.
بلغ عدد الأسر 308 أسرة كانت نسبة 39.3% منها لديها أطفال تحت سن الثامنة عشر تعيش معهم، وبلغت نسبة الأزواج القاطنين مع بعضهم البعض 60.7% من أصل المجموع الكلي للأسر، ونسبة 9.7% من الأسر كان لديها معيلات من الإناث دون وجود شريك، بينما كانت نسبة 4.5% من الأسر لديها معيلون من الذكور دون وجود شريكة وكانت نسبة 25% من غير العائلات. تألفت نسبة 23.1% من أصل جميع الأسر من عدة أفراد يعيشون في نفس المنزل ونسبة 14.6% كانت تتألف من شخص يعيش بمفرده يبلغ من العمر 65 عاماً أو أكثر. وبلغ متوسط حجم الأسرة المعيشية 2.58، أما متوسط حجم العائلات فبلغ 3.03.
بلغ العمر الوسطي للسكان 41.0 عاماً. وكانت نسبة 26.5% من القاطنين تحت سن الثامنة عشر، وكانت نسبة 8.2% بين الثامنة عشر والرابعة والعشرين عاماً، ونسبة 23.1% كانت واقعةً في الفئة العمرية ما بين الخامسة والعشرين والرابعة والأربعين عاماً، ونسبة 26.2% كانت ما بين الخامسة والأربعين والرابعة والستين، ونسبة 15.4% كانت ضمن فئة الخامسة والستين عاماً فما فوق. يوجد لكل 100 أنثى 93.2 ذكر، ويوجد لكل 100 أنثى في الثامنة عشر من عمرها فما فوق 90.8 ذكر.
بلغ متوسط دخل الأسرة في المدينة 36,528 دولارًا، أما متوسط دخل العائلة فبلغ 41,250 دولارًا. وكان متوسط دخل الذكور 36,250 دولارًا مقابل 19,563 دولارًا للإناث. وسجل دخل الفرد الخاص بالمدينة 16,047 دولارًا. وكانت نسبة 15.7% من العائلات ونسبة 16.9% من السكان تحت خط الفقر، وكان من هؤلاء نسبة 24.6% تحت سن الثامنة عشر ونسبة 15.3% في الخامسة والستين من العمر وما فوق.

### تعداد عام 2010
بلغ عدد سكان رانكين 778 نسمة بحسب تعداد عام 2010، وبلغ عدد الأسر 286 أسرة وعدد العائلات 210 عائلة مقيمة في المدينة. في حين سجلت الكثافة السكانية 285 نسمة لكل كيلومتر مربع (738.1/ميل2). وبلغ عدد الوحدات السكنية 341 وحدة بمتوسط كثافة قدره 124.9 لكل كيلومتر مربع (323.5/ميل2).
وتوزع التركيب العرقي للمدينة بنسبة 87.15% من البيض و1.93% من الأمريكيين الأفارقة و1.54% من الأمريكيين الأصليين و8.61% من الأعراق الأخرى و0.77% من عرقين مختلطين أو أكثر و27.63% من الهسبانيون أو اللاتينيون من أي عرق.
بلغ عدد الأسر 286 أسرة كانت نسبة 41.6% منها لديها أطفال تحت سن الثامنة عشر تعيش معهم، وبلغت نسبة الأزواج القاطنين مع بعضهم البعض 58.4% من أصل المجموع الكلي للأسر، ونسبة 10.1% من الأسر كان لديها معيلات من الإناث دون وجود شريك، بينما كانت نسبة 4.9% من الأسر لديها معيلون من الذكور دون وجود شريكة وكانت نسبة 26.6% من غير العائلات. تألفت نسبة 24.1% من أصل جميع الأسر من عدة أفراد يعيشون في نفس المنزل ونسبة 11.2% كانت تتألف من شخص يعيش بمفرده يبلغ من العمر 65 عاماً أو أكثر. وبلغ متوسط حجم الأسرة المعيشية 2.59، أما متوسط حجم العائلات فبلغ 3.07.
بلغ العمر الوسطي للسكان 36.9 عاماً. وكانت نسبة 28.7% من القاطنين تحت سن الثامنة عشر، وكانت نسبة 4.8% بين الثامنة عشر والرابعة والعشرين عاماً، ونسبة 24.9% كانت واقعةً في الفئة العمرية ما بين الخامسة والعشرين والرابعة والأربعين عاماً، ونسبة 25.8% كانت ما بين الخامسة والأربعين والرابعة والستين، ونسبة 15.8% كانت ضمن فئة الخامسة والستين عاماً فما فوق. وتوزع التركيب الجنسي للسكان بنسبة 50.1% ذكور و49.9% إناث.

## المناخ
يظهر الجدول التالي التغييرات المناخية على مدار السنة لرانكين:
| البيانات المناخية لـرانكين                  | البيانات المناخية لـرانكين | البيانات المناخية لـرانكين | البيانات المناخية لـرانكين | البيانات المناخية لـرانكين | البيانات المناخية لـرانكين | البيانات المناخية لـرانكين | البيانات المناخية لـرانكين | البيانات المناخية لـرانكين | البيانات المناخية لـرانكين | البيانات المناخية لـرانكين | البيانات المناخية لـرانكين | البيانات المناخية لـرانكين | البيانات المناخية لـرانكين |
| الشهر                                       | يناير                      | فبراير                     | مارس                       | أبريل                      | مايو                       | يونيو                      | يوليو                      | أغسطس                      | سبتمبر                     | أكتوبر                     | نوفمبر                     | ديسمبر                     | المعدل السنوي              |
| ------------------------------------------- | -------------------------- | -------------------------- | -------------------------- | -------------------------- | -------------------------- | -------------------------- | -------------------------- | -------------------------- | -------------------------- | -------------------------- | -------------------------- | -------------------------- | -------------------------- |
| الدرجة القصوى °ف (°م)                       | 85 (29)                    | 87 (31)                    | 96 (36)                    | 99 (37)                    | 103 (39)                   | 109 (43)                   | 108 (42)                   | 105 (41)                   | 106 (41)                   | 101 (38)                   | 90 (32)                    | 82 (28)                    | 109 (43)                   |
| متوسط درجة الحرارة الكبرى °ف (°م)           | 59.2 (15.1)                | 64.0 (17.8)                | 73.0 (22.8)                | 81.3 (27.4)                | 87.4 (30.8)                | 93.4 (34.1)                | 95.4 (35.2)                | 93.5 (34.2)                | 87.4 (30.8)                | 79.1 (26.2)                | 68.5 (20.3)                | 61.0 (16.1)                | 78.6 (25.9)                |
| متوسط درجة الحرارة الصغرى °ف (°م)           | 31.5 (−0.3)                | 35.0 (1.7)                 | 43.6 (6.4)                 | 52.8 (11.6)                | 59.9 (15.5)                | 66.9 (19.4)                | 69.8 (21.0)                | 68.4 (20.2)                | 62.8 (17.1)                | 53.0 (11.7)                | 41.8 (5.4)                 | 33.6 (0.9)                 | 51.6 (10.9)                |
| أدنى درجة حرارة °ف (°م)                     | 3 (−16)                    | 8 (−13)                    | 10 (−12)                   | 24 (−4)                    | 36 (2)                     | 45 (7)                     | 58 (14)                    | 57 (14)                    | 42 (6)                     | 27 (−3)                    | 12 (−11)                   | 6 (−14)                    | 3 (−16)                    |
| الهطول إنش (مم)                             | 0.45 (11)                  | 0.67 (17)                  | 0.44 (11)                  | 0.96 (24)                  | 2.18 (55)                  | 1.36 (35)                  | 0.96 (24)                  | 2.27 (58)                  | 3.29 (84)                  | 1.84 (47)                  | 0.74 (19)                  | 0.50 (13)                  | 15.66 (398)                |
| المصدر: The Western Regional Climate Center |                            |                            |                            |                            |                            |                            |                            |                            |                            |                            |                            |                            |                            |